# 東京都北区立中央公園
東京都北区立中央公園（とうきょうときたくりつちゅうおうこうえん）は、東京都北区十条台にある北区立の公園である。
東京都北区立公園条例による名称は「東京都北区立中央公園」と称している。 面積は65,620m2 で、北区立の公園では飛鳥山公園に次ぐ大きさとなる。

## 歴史

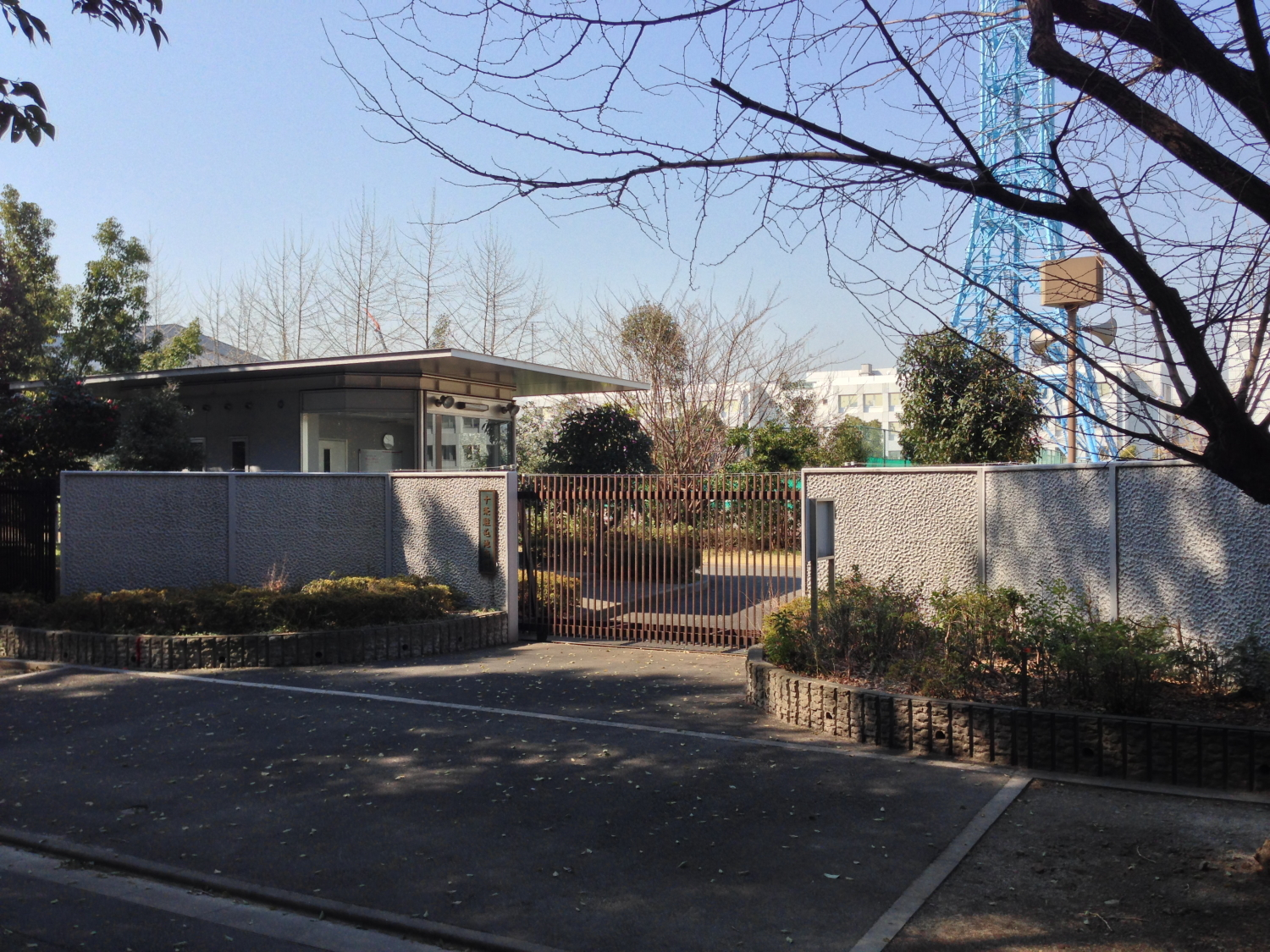
十条駐屯地の南門

当公園付近一帯は、明治時代から戦前にかけては東京第一陸軍造兵廠があり、陸軍で使われる銃弾などの兵器を製造していた軍用地であった。
第二次世界大戦後、当地は米軍に接収されて東京兵器補給廠（TOD）の一部となった。一部は1959年に陸上自衛隊十条駐屯地になったほかは、残りは米軍の王子キャンプ（またはキャンプ王子）として利用され、ベトナム戦争時にはキャンプ内に野戦病院も置かれていた。これに対し、野戦病院の閉鎖や日本への敷地返還などを求める運動が持ち上がり、1968年頃には全学連などによる暴力が付近で展開された。
そうしたこともあり1971年に当地は返還され公園として整備され、1976年に北区立中央公園として開園して現在に至っている。

## 施設
公園内には戦前置かれていた東京第一陸軍造兵廠の本部の建物が現在でもそのまま残されており、現在では中央公園文化センターとして生涯学習の場として各種ホールや会議室・研修室などが入った施設となっている。この建物は1930年の建設で、米軍接収後はもとの茶色から白色に塗装され、その特徴ある外観から、ドラマや映画のロケなどにもしばしば利用されている。
同じく旧陸軍施設だった東京砲兵工廠銃砲製造所275号棟を活用して建設された北区立中央図書館が2008年6月28日に開館、これに伴って文化センター図書館は2008年6月2日をもって閉館となった。中央図書館は275号棟の赤レンガを外観・内装に活かし、愛称も「赤レンガ図書館」としている。

## 年表
- 1905年 : 東京砲兵工廠（後の東京第一陸軍造兵廠）が置かれる。
- 1930年 : 本部建物を設置。
- 1945年 : 終戦により、一連の施設が廃止される。
- 1947年 : 米軍に接収される。TOD第4地区（後のキャンプ王子）となる。
- 1958年 : 用地の一部が日本に返還される。
- 1959年 : 前年返還された用地が十条駐屯地となる。
- 1968年 : 米軍のベトナム戦争による負傷兵のための王子野戦病院を当地に設立。付近では王子本町を根拠地に反対デモなどが行われた。
- 1971年 : 残りの用地が日本に返還される。
- 1976年4月1日 : 東京都北区立中央公園として開園。
- 1981年 : 中央公園文化センター（旧東京第一陸軍造兵廠本部）が開館。
- 2005年 : 稲荷公園を再整備し中央公園に編入。
- 2008年 : 中央図書館（愛称「赤レンガ図書館」）が王子から移転、6月28日開館。

## 主な施設
- 野球場（2面・ナイター可）
- テニスコート（ハードコート2面・ナイター可）
- 広場
- 遊具
- サイクリングコース（子供用）
- 徒渉池
- 中央公園文化センター
- 中央図書館

## 隣接施設
- 陸上自衛隊十条駐屯地
- 東京成徳短期大学
- 東京都障害者総合スポーツセンター
- 東京都立王子養護学校
- 東京都立北療育医療センター
- 都営王子本町アパート

## 交通・利用情報
- 交通 : 王子駅または十条駅より徒歩15分。路線バス（国際興業バス 王22系統）利用の場合は、王子駅または板橋駅より乗車し「中央公園」バス停下車すぐ。
- 開園時間 : 常時開園
- 駐車場 : あり（有料）
- 料金など : 入園料は無料。野球場、テニスコートは有料。中央公園文化センターの利用は有料。公園内のロケーションは有料。